# Ruiterstandbeeld van Sint Martinus (Utrecht)

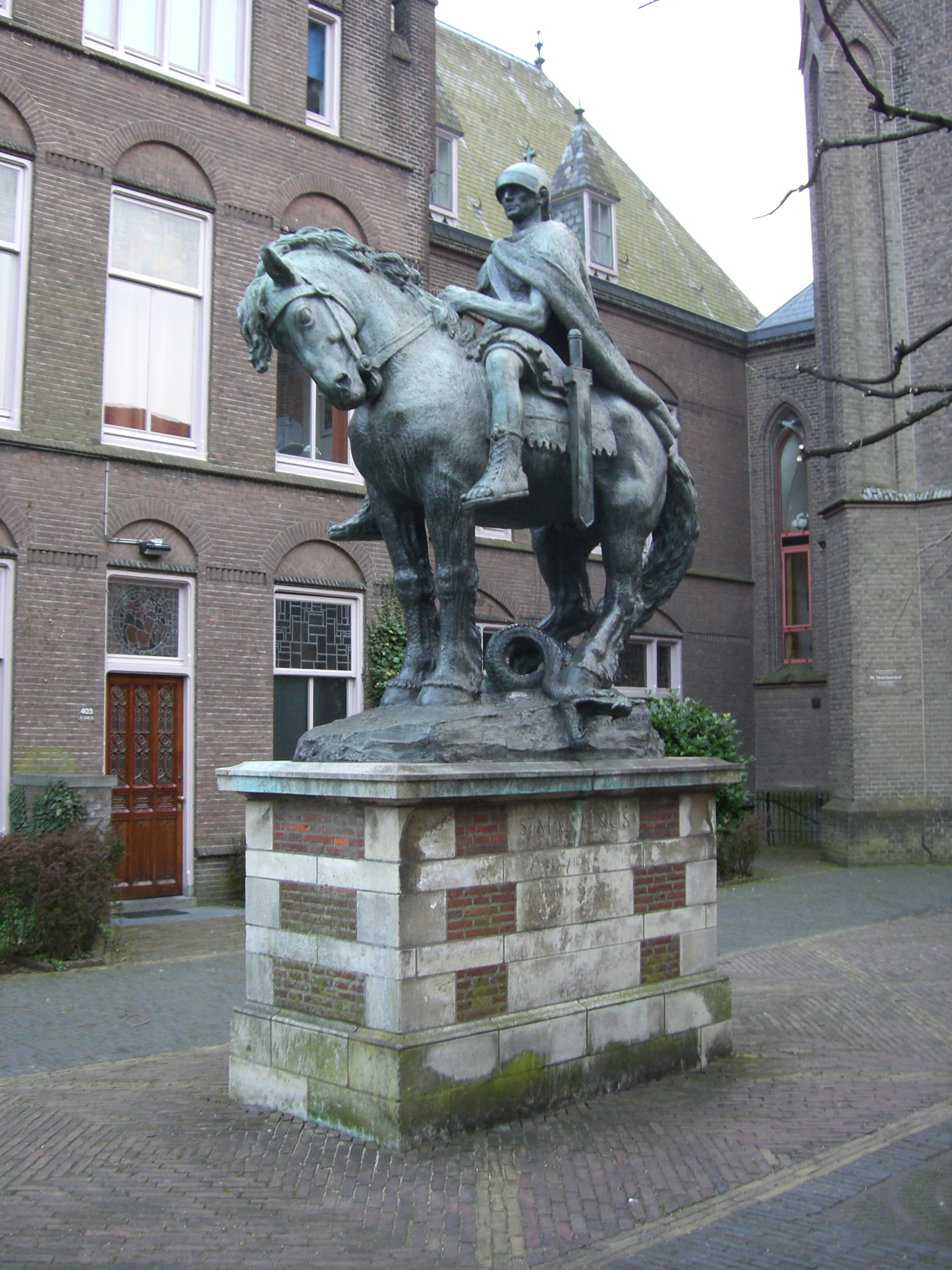

Het ruiterstandbeeld van Sint Martinus is een kunstwerk in de Nederlandse stad Utrecht.
Het ruiterstandbeeld is vervaardigd door de Belgisch-Nederlandse beeldhouwer Albert Termote. Op een bak- en natuurstenen sokkel is in brons uitgebeeld Martinus van Tours, de patroonheilige van Utrecht, te paard. Onder het paard ligt een slang, symbool van het kwaad, die wordt vertrapt door een hoef. Het kunstwerk werd in 1948 onthuld voor de Sint-Martinuskerk uit dankbaarheid voor de bescherming tijdens de Tweede Wereldoorlog van de stad en in het bijzonder van de parochie.